# Elección para gobernador de Vermont de 2010
Las elecciones para gobernador de Vermont de 2010 se harán el 2 de noviembre de 2010 para escoger al Gobernador de Vermont en la que el Demócrata Peter Shumlin ganó las elecciones. El gobernador titular Jim Douglas dijo que no se postularía para la gobernatura del estado.